# Chunghwa Telecom
Chunghwa Telecom Co., Ltd. (chiń. 中華電信股份有限公司) – tajwański dostawca usług telekomunikacyjnych z siedzibą w Tajpej.
Przedsiębiorstwo zostało założone w 1996 roku.